# Shanghai Changjiang Daqiao
Die Shanghai Changjiang Daqiao (chinesisch 上海长江大桥, Pinyin Shànghǎi chángjiāng dàqiáo, englisch Shanghai Yangtze River Bridge) ist eine Brücke mit angeschlossenem Tunnel, welche die chinesische Stadt Shanghai mit der Insel Chongming verbindet.
Das Bauwerk hat eine Gesamtlänge von 25,5 km, wobei 16,63 km auf die Brücke und 8,9 km auf den Tunnel entfallen. Der Tunnel beginnt südlich des Jangtsekiang in Pudong und endet auf der Insel Changxing. Der Brückenabschnitt des Bauwerkes besteht zu 6,66 km aus einfacher Straße und zu 9,97 km aus einer Brücke. Die Brücke verbindet die Insel Changxing mit der Insel Chongming.
Die Brücke gehört zum Hushan Expressway zwischen Shanghai und Xi’an und ist damit auch Teil des chinesischen Autobahnnetzes. Zusammen mit den Brücken Chongqi Daqiao oder Chonghai Daqiao kann der Jangtse komplett mit dem Auto überquert werden.